# Nou Treball
Nou Treball (Nuevo Trabajo en castellano) es la revista que publica el PSUC Viu cada mes para informar a los militantes y a la ciudadanía de los sucesos alrededor del mundo y del posicionamiento del partido sobre estos. Esta revista reaparece en julio del 1999, dos años después de la refundación, como portavoz del Partido, que ya había ido desarrollando diversas revistas sectoriales y locales ("Veu Rebel", el "butlletí de Barcelona", etc.). Miquel Candel es el Secretario de Comunicación y Director de Nou Treball.